# Barrotsplanta
En barrotsplanta är en trädplanta som levereras med bar (naken) rot. Barrotsplantorna har under de sista stadierna i framdrivningen på plantskolan fått växa fritt och har därför i regel ett mer utvecklat rotsystem än täckrotsplantor. Barrotsplantorna är också kraftigare och har därigenom bättre motståndskraft mot till exempel snytbagge.